# Au bout du quai
Au bout du quai est un téléfilm français réalisé par Pierre Lary réalisé en 2001. Il dure 92 minutes.

## Synopsis
Dans un port français. Un cargo étranger, le "Victory", est retenu à quai pour une durée indéterminée. Le bateau a fait escale à la suite d'une avarie et les autorités portuaires refusent de le laisser reprendre la mer sans les réparations qui s'imposent. Au grand dam de son capitaine cap-verdien, Souza, vite lâché par son armateur grec, et de l'équipage cosmopolite : Albanais, Maltais ou Polonais, qui redoutent de rester bloqués loin de leurs familles. Mais Laval, des Affaires maritimes, apprenant la nature de la cargaison du "Victory", obtient rapidement des crédits pour financer la remise en état de l'encombrant bâtiment et en débarrasser la ville. Une avance consentie à la condition expresse que l'équipage ne laisse rien filtrer de la dangerosité du frêt. Douglas Védrille, journaliste à "Océan presse", le quotidien local, apprend l'existence de ces marins bloqués à quai. Il se rend sur le "Victory".

## Fiche technique
- Réalisateur : Pierre Lary
- Scénario : Michel Martens et Pierre Lary
- Musique : Serge Franklin
- Son : Daniel Banaszak
- Date de sortie : 31 janvier 2004

## Distribution
- Jean-Pierre Lorit : Douglas Védrille
- Daniel Ceccaldi : Gerfault
- Thierry Ashanti : Souza
- Arben Bajraktaraj : Ibrahim
- Tomasz Bialkowski : Konrad
- Asil Raïs : Falco
- Jean-Yves Chatelais : Marchand
- Christophe Brault : Laval
- Jean-Claude Leguay : Chaumienne
- Jean-Louis Foulquier : Guilloux
- Jean-Pol Brissart : Ouvrard
- Clémence Boué : Pauline
- Catherine Davenier : Bénédicte